# Michael Nell
Michael „Mike“ Nell (* 5. Februar 1984 in Calgary) ist ein ehemaliger kanadischer Skispringer und Nordischer Kombinierer.
Bevor Nell, der für den Altius Nordic Ski Club startete, als Skispringer aktiv wurde, nahm er 2002 an drei Rennen im B-Weltcup der Nordischen Kombination teil. Dabei erreichte er jedoch keine Erfolge. Daraufhin startete er nur noch in seiner stärkeren Disziplin, dem Skispringen. Bei der Junioren-Weltmeisterschaft 2002 in Schonach erreichte er von der Normalschanze den 45. Platz. Nach der Junioren-WM startete er im Skisprung-Continental-Cup. Dabei erreichte er am 22. September 2002 auf seiner Heimatschanze in Calgary mit dem 6. Platz sein bestes Einzelresultat. In den folgenden drei Jahren erreichte er keine vorderen Platzierungen mehr. Seine Karriere beendete er mit dem Start bei den Olympischen Winterspielen 2006 in Turin. Dabei schied er im Springen von der Normalschanze als 50. und von der Großschanze als 49. bereits in der Qualifikation aus. Im Teamspringen erreichte er gemeinsam mit Gregory Baxter, Stefan Read und Graeme Gorham den 15. und damit vorletzten Platz vor dem Team aus China.